# Харисън Шмит
Харисън (Джак) Шмит (на английски: Harrison Hagan „Jack“ Schmitt) е американски геолог, бивш американски астронавт и сенатор, и единствения учен стъпил на Луната. Той е дванадесетия човек стъпил на луната и един от четиримата все още живи лунни астронавти.

## Биография
Шмит е роден на 3 юли, 1935 г. в Санта Рита в щата Ню Мексико. Получава бакалавърска степен в Калифорнийският технологичен институт през 1957 и докторска степен по геология от Харвард през 1964.
Избран е за астронавт от НАСА през юни 1965 г.

## Полети
Харисън Шмит е летял в космоса само веднъж като член на екипажа на Аполо 17.